# Col Red Rock
 (octobre 2023).
Le col Red Rock, en anglais Red Rock Pass, est un col de montagne dans l'Ouest des États-Unis, situé dans le Sud du comté de Bannock dans le Sud-Est de l'Idaho, au sud de Downey. Il est géologiquement important, en tant que déversoir de l'ancien lac Bonneville. Il est traversé par la route américaine 91 à une altitude de 1 458 m, délimité par deux chaînons montagneux : le chaînon Bannock à l'ouest et le chaînon Portneuf à l'est.